# 小林阿古
小林 阿古（こばやし あこ、1984年5月18日 - ）は、三重県出身のバスケットボール選手である。

## 人物
ミニバスクラブの多度南ミニ・多度ツインズから、多度中を経て、四日市商高に進学。1年よりインターハイ、ウィンターカップに出場。高校卒業後は愛知学泉大学に進学。インカレにも出場した。2007年、トヨタ自動車に入社、アンテロープスに所属。
2010年、トヨタを退社し、日立ハイテクに移籍。2012年引退。